# Ipomoea jalapoides
Ipomoea jalapoides är en vindeväxtart som beskrevs av August Heinrich Rudolf Grisebach. Ipomoea jalapoides ingår i släktet praktvindor, och familjen vindeväxter. Inga underarter finns listade i Catalogue of Life.